# دان مایکل پال
دان مایکل پال (انگلیسی: Don Michael Paul؛ زادهٔ ۱۷ آوریل ۱۹۶۳) هنرپیشه، کارگردان و فیلم‌نامه‌نویس اهل ایالات متحده آمریکا است.

## گزیده فیلمشناسی
از فیلم‌ها یا برنامه‌های تلویزیونی که وی در آن نقش داشته‌است می‌توان به آثار زیر اشاره کرد.

### کارگردانی
- عبور از نابودی (۲۰۰۲)
- باغ (۲۰۰۶)
- کادی تو کیست؟ (۲۰۰۷)
- گروهان قهرمانان (فیلم) (۲۰۱۳)
- جارهد ۲: رشته آتش (۲۰۱۴)
- تک تیرانداز: میراث (۲۰۱۴)
- تک تیرانداز: روح تیرانداز (۲۰۱۶)
- پلیس کودکستان ۲ (۲۰۱۶)
- لرزش: یک روز سرد در جهنم (۲۰۱۸)
- مسابقه مرگ: فراتر از هرج و مرج (۲۰۱۸)
- عقرب شاه: کتاب ارواح (۲۰۱۸)